# 君士坦丁·第欧根尼
君士坦丁·第欧根尼（希臘語：Κωνσταντῖνος Διογένης，？—1032年）是11世纪早期拜占庭帝国一位杰出的将领，活跃于巴尔干地区。他在皇帝巴西尔二世征服保加利亚的最后阶段表现出色，成为了巴尔干地区的最高指挥官，直到1029年因参与针对羅曼努斯三世的阴谋而被逮捕。在被监禁并关入修道院后，他在针对另一场密谋进行审讯之中自杀身亡。后来的拜占庭皇帝罗曼努斯四世是他的儿子。

## 生平
君士坦丁·第欧根尼是卡帕多细亚贵族第欧根尼家族的第一位知名成员。在11世纪的拜占庭扮演了重要角色。巴西尔二世在位时期，第欧根尼作为西方近卫营（tagmata）的指挥官，开始了其职业生涯，随后巴西尔二世发动了对保加利亚的战争。1014年，他参加了克雷迪昂战役（7月29日），此战中拜占庭取得了完全胜利。此后他以“贵族”之头衔接任了狄奥菲拉克特·波塔尼阿特的塞萨洛尼基司令职位，使其成为巴尔干地区仅次于大卫·阿里安尼特斯的第二大将领。10月保加利亚沙皇萨穆尔去世后，第欧根尼与尼基弗鲁斯·科西菲亚斯作为皇帝和大军的先遣部队被派往莫哥来那。战争中，第欧根尼建造了米洛波斯要塞，这被一名亲身经历建设者的描述证实。

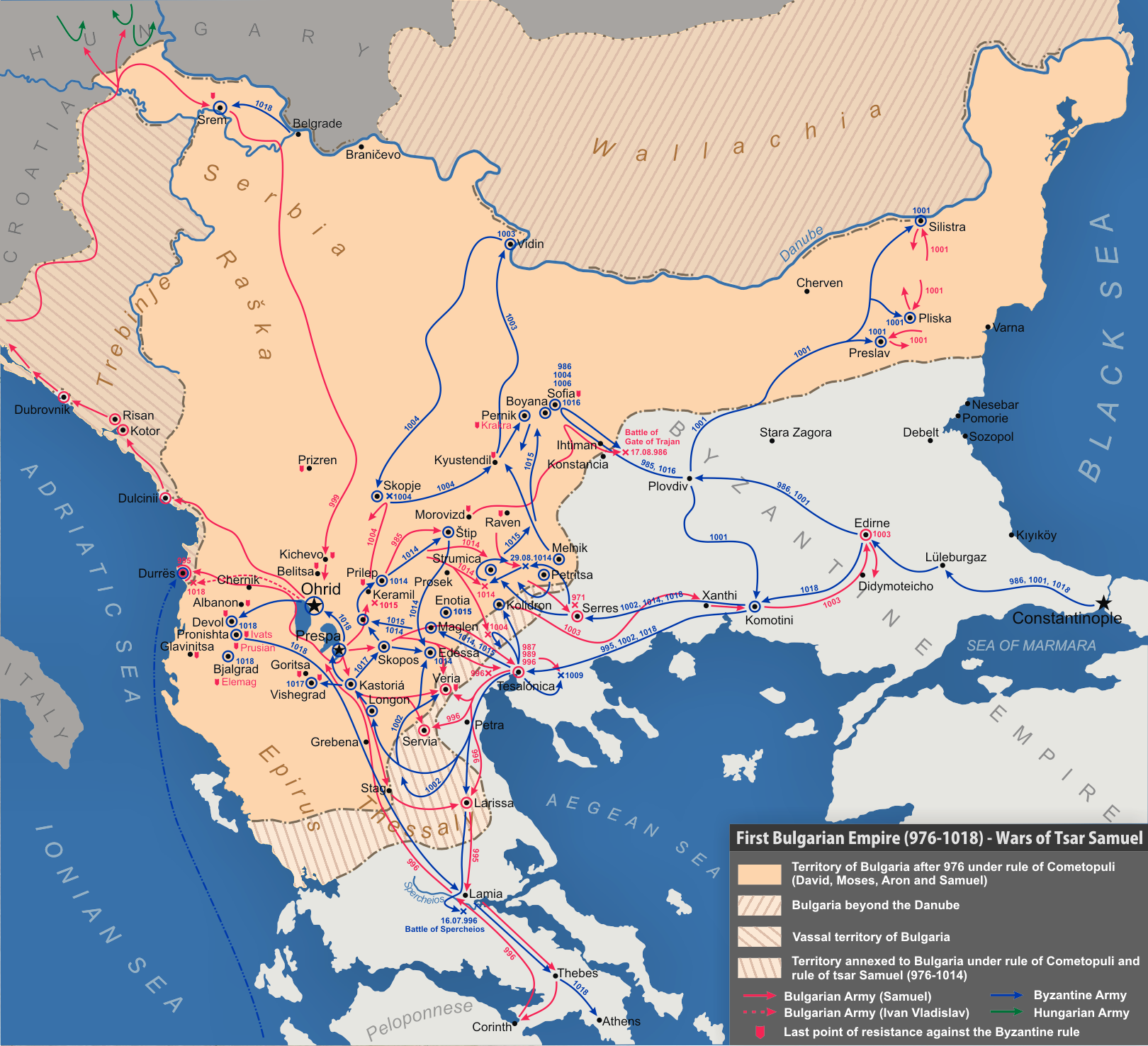
拜占庭-保加利亚战争地图

对莫哥来那的征服于1015或1016年完成。1017年，第欧根尼与大卫率领军队掠夺了肥沃的佩拉戈尼亚平原，在那里俘虏了许多囚犯与牲畜。此后，巴西尔二世将第欧根尼调任使其掌管了西方与塞萨洛尼基两支近卫营，并派他去抓捕沙皇伊凡·弗拉迪斯拉夫。这位保加利亚统治者为追兵们设下埋伏，但是巴西尔及时得悉，并带领他的剩余部队在第欧根尼的协助下，驱逐了保加利亚人。
1018年2月伊凡·弗拉迪斯拉夫死后，第欧根尼被派去清剿残余的抵抗中心。他占领了西米乌姆并成为当地的司令。权威甚至延伸到了附庸的萨尔维亚公国拉什卡，其头衔很可能是“塞尔维亚将军”，这在他的一个印信中被证实。巴西尔二世命令第欧根尼设法使西米乌姆的统治者西尔蒙屈服，以巩固拜占庭在巴尔干北部的统治。第欧根尼邀请西尔蒙在薩瓦河于多瑙河的河口会面，双方都只能带三名侍从。第欧根尼将剑藏在衣褶之中，将西尔蒙杀死。随后他率军直扑西米乌姆，占据了该城镇，西尔蒙的妻子作为俘虏被带到了君士坦丁堡。
大约在1022年或1025年，第欧根尼接替大卫成为了征服保加利亚的总司令。在该职位上，他于1027年挫败了佩切涅格人的大规模入侵。同年，他被南撤到塞萨洛尼基，但至少在名义上仍保留着总司令这一职位。因为在其另一个印信中称之为“塞萨洛尼基、保加利亚和塞尔维亚的总督、贵族与公爵”。
第欧根尼与皇帝羅曼努斯三世兄弟巴西尔·阿尔吉鲁斯一位姓名未知的女儿结婚。但在1029年，他被告发和欧斯塔蒂奥斯·达夫诺梅勒斯等巴尔干将领以及“生于紫色”的公主狄奥多拉密谋反对皇帝。他被调到东方，成为色雷斯西亚军区将军，但在他的同谋被确认后，被随即召回到君士坦丁堡。在那里他被监禁、殴打，并在梅塞大道上游街。此后他和同谋被剪掉头发送往了斯图狄奥斯修道院。公主狄奥多拉虽被放逐到修道院，但她明显仍在和第欧根尼密谋，后者准备趁1032年皇帝在东方作战，逃往巴尔干。但是塞萨洛尼基督主教提奥法诺斯将其透露给了罗曼努斯三世，密谋者们被抓捕了起来，第欧根尼被送往布拉赫奈宫讯问，但他跳下高墙自杀，未在酷刑之下供出其同谋。
君士坦丁的儿子罗曼努斯·第欧根尼后来成为了一名成功的将领，并在1068至1071年间成为了拜占庭帝国的皇帝。

### 脚注
1. 1 2 3  ODB，第627頁.
2. ↑  Stephenson 2000，第71頁.
3. 1 2 3 4 5  Guilland 1967，第449頁.
4. ↑  Stephenson 2000，第66頁.
5. 1 2 3 4 5 6  PmbZ，Konstantinos Diogenes (#24045).
6. ↑  Stephenson 2000，第74頁; Stephenson 2003，第39頁.
7. ↑  Holmes 2005，第233–234頁.
8. ↑  Stephenson 2000，第81頁.
9. ↑  Stephenson 2003，第44–45頁.
10. ↑  Stephenson 2000，第124頁.
11. ↑  Stephenson 2003，第45頁.
12. ↑  Garland 1999，第161–162頁.
13. ↑  Garland 1999，第162頁.
14. ↑  ODB，第627, 1807頁.

### 书籍
- Garland, Lynda. . New York and London: Routledge. 1999  [2019-11-16]. ISBN 978-0-415-14688-3. （原始内容存档于2016-12-07）.
- Guilland, Rodolphe. . Berlin: Akademie-Verlag. 1967 （法语）.
- Holmes, Catherine. . Oxford: Oxford University Press. 2005  [2019-11-16]. ISBN 978-0-19-927968-5. （原始内容存档于2019-12-24）.
- 亚历山大·卡日丹 (编). . 牛津: 牛津大学出版社. 1991. ISBN 0-19-504652-8.
- Lilie, Ralph-Johannes; Ludwig, Claudia; Pratsch, Thomas; Zielke, Beate. . . Berlin and Boston: De Gruyter. 2013  [2019-11-16]. （原始内容存档于2020-05-08） （德语）.
- Stephenson, Paul. . Cambridge: Cambridge University Press. 2000. ISBN 0-521-77017-3.
- Stephenson, Paul. . Cambridge: Cambridge University Press. 2003  [2019-11-16]. ISBN 978-0-521-81530-7. （原始内容存档于2020-06-14）.